# Drużynowe Mistrzostwa Europy Juniorów na Żużlu 2014
Drużynowe Mistrzostwa Europy Juniorów na Żużlu 2014 – zawody żużlowe, mające na celu wyłonienie medalistów drużynowych mistrzostw Europy juniorów w sezonie 2014. Rozegrano jeden półfinał oraz finał, w którym zwyciężyli reprezentanci Polski.

## Finał
- Herxheim, 28 czerwca 2014
- Sędzia: Susanne Huettinger

| Msc | | Drużyna / Zawodnik                                          | Biegi       | Punkty |
| --- | --------------------------------------------------------------------------------------------------- | ----------------------------------------------------------- | ----------- | ------ |
| 1   | | Polska                                                      | Polska      | 49     |
| 1   | Bartosz Zmarzlik Krystian Pieszczek Adrian Cyfer Paweł Przedpełski Piotr Pawlicki                   | (3,3,3,3,3) (1,0,–,–,3) (3,3,3,3,–) (3,w,3,2,1) (3,3,3)     | 15 4 12 9 9 |        |
| 2   | | Dania                                                       | Dania       | 28     |
| 2   | Mikkel B. Andersen Kasper Lykke Nielsen Anders Thomsen Jonas Brøndum Andersen Nikolaj Busk Jakobsen | (2,2,2,0,0) (1,2,1,2,2) (w,2,u,3,2) (–,2,0,–,–) (2,1,2)     | 6 8 7 2 5   |        |
| 3   | | Czechy                                                      | Czechy      | 25     |
| 3   | Eduard Krčmář Zdeněk Holub Ondrej Smetana Roman Čejka Václav Milík                                  | (2,3,0,2,2) (1,1,1,1,d) (0,1,1,0,–) (0,–,–,–,–) (3,1,2,1,3) | 9 4 2 0 10  |        |
| 4   | | Niemcy                                                      | Niemcy      | 18     |
| 4   | Mark Riss Erik Riss Valentin Grobauer Daniel Spiller Kai Huckenbeck                                 | (w,0,–,1,w) (1,1,2,0,1) (2,1,0,1,1) (–,0,–,–,–) (3,2,2,0,0) | 1 5 0 7     |        |

Bieg po biegu:
1. Przedpełski, Jakobsen, Holub, M.Riss (w)
2. Cyfer, Krcmar, E.Riis, Thomsen (w)
3. Huckenbeck, M.B.Andersen, Pieszczek, Smetana
4. Zmarzlik, Grobauer, Nielsen, Cejka
5. Milik, M.B.Andersen, E.Riis, Przedpełski
6. Cyfer, Nielsen, Smetana, M.Riss
7. Krcmar, J.B.Andersen, Grobauer, Pieszczek
8. Zmarzlik, Thomsen, Holub, Spiller
9. Przedpełski, Huckenbeck, Nielsen, Krcmar
10. Cyfer, M.B.Andersen, Holub, Grobauer
11. Pawlicki, Huckenbeck, Milik, Thomsen
12. Zmarzlik, E.Riss, Smetana, J.B.Andersen
13. Cyfer, Milik, Jacobsen, Huckenbeck
14. Thomsen, Przedpełski, Grobauer, Smetana
15. Pawlicki, Nielsen, Holub, E.Riss
16. Zmarzlik, Krcmar, M.Riss, M.B.Andersen
17. Pieszczek, Jacobsen, Milik, Huckenbeck
18. Milik, Nielsen, Przedpełski, M.Riss (w)
19. Pawlicki, Thomsen, Grobauer, Holub (d)
20. Zmarzlik, Krcmar, E.Riss, M.B.Andersen